# 白草洼国家森林公园
白草洼国家森林公园，是位于中国河北省承德市滦平县的一个国家森林公园，于2002年12月设立，占地面积为5,396公顷，是国家4A级旅游景区。公园拥有华北地区规模最大、保存最完整的白桦林。

## 历史
1996年原河北省林业厅批准建立滦平县御苑森林公园，2002年4月更名为白草洼森林公园，2002年12月该公园被国家林业局批准升级为国家级森林公园。

## 地理

### 位置境域
白草洼国家森林公园位于河北省承德市滦平县东南35千米处，南临承德县辖境，东临承德市双桥区和双滦区。公园地处北京和承德之间，距离北京约160千米，距承德约45千米。公园北部即是京承高速公路，距高速公路最近出口仅3千米。白草洼国家森林公园位于东经117°20′1″—117°51′50″，北纬40°47′51″—40°55′8″。
公园总面积为5,396公顷，其中风景区面积为1,564公顷。公园内平均海拔1,188米，最高海拔为白草洼主峰1,768米。

### 地貌地质
公园地处燕山山脉中段，地貌在构造上属于燕山褶皱与内蒙古背斜的过渡地带。地貌形态上，山岭纵横，河谷交错，地势由东南向西北倾斜，总体上阴坡较缓，阳坡较陡。
公园内的岩石主要为侵入花岗岩及变质岩类的片麻岩和大理石。公园内土壤分棕壤和褐土两大类，海拔600-900米分布为山地褐土，900-1800米分布为棕色森林土。阳坡和半阴坡多为壤土和沙壤土，土层厚度30-60厘米；阳坡多为沙壤土和粗骨土，土层厚度在30厘米以下。土壤较肥沃，pH值在5.5-6.5左右。

### 气候
白草洼国家森林公园属中温带向暖温带过渡的半干旱半湿润大陆季风型燕北山地气候，特点是“冬长夏短，春秋短促”。公园年平均气温7.6℃，极端最低气温-29.9℃；年平均降雨量600-700毫米，多集中在7-9月份，最大积雪厚度达200毫米。公园年平均无霜期149天，年平均日照2,815.8小时。

## 资源

### 植物
白草洼国家森林公园植被为典型的华北次生植物群落，园内森林80%以上是天然次生林，其中有近三分之一为白桦林。公园内植物区系复杂，是蒙古、东北、华北三大植物区系交汇之处，植物种类众多，现有植物267种，隶属35科64属，其中乔木60种、灌木131种、藤本6种、草本70种。主要乔木树种有油松、落叶松、云杉、杨、桦、椴、榆、枫、柞、柳、核桃楸、白蜡、丁香、桑等；灌木主要有山杏、酸枣、胡枝子、绣线菊、杜鹃、锦带花、荆条、溲疏、鼠李、平榛、毛榛、五味子、山刺玫等；藤本主要有山葡萄、猕猴桃、委陵菜、茜草、律草、防风、柴胡、藁木、山芹、桔梗、党参、丹参、鬼针草、菅草、鸡眼草、地榆等。
公园内的森林植被属湿带针阔混交林带，呈明显的垂直带谱分布。公园林业用地4,379公顷，森林覆盖率为80%。此处的白桦林被认定为距北京最近最大的白桦林，也是中国华北地区面积较大、林相较好、保存较为完整的天然白桦林。公园因为适宜的气候和便利的交通，被选为北京奥运会专用花卉牡丹和芍药繁育基地，为奥运会培植了十几万朵花卉。森林公园植物景观以落叶松、桦树等树种所构建的同龄纯林植物群落为主，物种多样性单调，景观类型单一。

### 动物
白草洼国家森林公园位于2007年成立的白草洼省级自然保护区内，动物种类丰富，有豹、貉、獾、鹿、狍等数十种哺乳动物和雉鸡、布谷、鹰、雕等100多种鸟类，还有500多种昆虫。

## 旅游
2015年6月，白草洼国家森林公园被中国户外协会授予承德市首家“户外运动基地”。2016年5月22日，由中国户外协会、承德市旅游局、滦平县委、县政府联合主办的“白草洼国家森林公园康养徒步赛道体验赛”在白草洼国家森林公园举行。

## 景区建设
白草洼国家森林公园在2016年开始对原有景区进行提升改造，分别打造了主峰和响水谷两个分景区。公园在石海与主峰间修建了500米的高山草甸木栈道，在专业自行车速降运动员的现场指导下，建设了3.5公里的山地自行车速降赛道。响水谷分景区的休闲娱乐区域也实现了全面的改造提升，建成了1,500平方米的休闲娱乐广场，并因势利导建设了木浮桥、休闲长椅、垂钓池、休憩凉亭等，构建了初步的休闲养生区域。